# Nyírmada
Nyírmada is een plaats (nagyközség) en gemeente in het Hongaarse comitaat Szabolcs-Szatmár-Bereg. Nyírmada telt 5074 inwoners (2006).